# Julijan Hołowinski
Julijan Mykołajowycz Hołowinski, ukr. Юліан Миколайович Головінський ps. „Dubyk” (ur. 1 grudnia 1894 w Radymnie, zm. 30 września 1930 w Chlebowicach Wielkich koło Bóbrki) – ukraiński działacz niepodległościowy i nacjonalistyczny, wojskowy.

## Życiorys
Po zdaniu matury w 1914 roku w gimnazjum we Lwowie, został wcielony do 13 pp armii austro-węgierskiej, potem służył w 30, 45 i 204 pp. W 1915 roku ukończył szkołę oficerską. Walczył na froncie włoskim i rumuńskim.
Po proklamacji Zachodnioukraińskiej Republiki Ludowej w listopadzie 1918 roku wstąpił do Ukraińskiej Armii Halickiej (UHA) w Lubaczowie i został przydzielony do sztabu 6 brygady UHA. Latem 1919 roku awansował na stopień kapitana i objął dowództwo brygady. Wraz z brygadą walczył następnie w szeregach armii gen. Antona Denikina, potem przeszedł na stronę bolszewików (CzUHA), a następnie był jednym z inicjatorów przejścia części CzuHA do Armii URL w kwietniu 1920 (podczas ofensywy polsko-ukraińskiej na Kijów).
Po zakończeniu wojny polsko-bolszewickiej internowany przez władze polskie, po zwolnieniu z obozu internowanych wyjechał do Czechosłowacji, gdzie w 1923 roku ukończył studia weterynaryjne, po których powrócił do Galicji.
W latach 1924–1926 był komendantem krajowym Ukraińskiej Organizacji Wojskowej (UWO). Według Ryszarda Torzeckiego był organizatorem zamachu na polskiego kuratora lwowskiego Stanisława Sobińskiego w 1926 roku. W związku z zamachem został aresztowany przez władze polskie. Opuścił więzienie w 1928 roku. Po wyjściu z więzienia pracował w zakładzie autobusowym, którego był współwłaścicielem, kontynuując działalność konspiracyjną. Od czerwca 1930 ponownie komendant krajowy UWO i jednocześnie prowidnyk krajowy Organizacji Ukraińskich Nacjonalistów.
Aresztowany 20 września 1930 we Lwowie na wstępie rozpoczętej 18 września akcji pacyfikacji Małopolski Wschodniej. Zginął zastrzelony przez policję w czasie przewożenia 30 września przez dwóch policjantów na przesłuchanie do Bóbrki, oficjalnie w czasie próby ucieczki. Wersja wydarzeń podana przez policję była kwestionowana przez Ukraińców, z uwagi na charakter postrzałów.
Pochowany na cmentarzu w Chlebowicach Wielkich.

## Literatura
- Roman Wysocki, Organizacja Ukraińskich Nacjonalistów w Polsce w latach 1929–1939, Lublin 2003.
- Ryszard Torzecki, Kwestia ukraińska w Polsce w latach 1923–1929, Kraków 1989, ISBN 83-08-01977-3.